# Carnival Corporation & plc
Carnival Corporation & plc es un operador de cruceros británico-estadounidense, actualmente es el mayor operador mundial de cruceros, con una flota combinada de más de noventa buques en nueve marcas de líneas de cruceros y una empresa conjunta con la China State Shipbuilding Corporation (CSSC). Carnival, una empresa que cotiza en bolsa, está compuesta por Carnival Corporation, con sede en Estados Unidos y constituida en Panamá, y Carnival plc, con sede en el Reino Unido, que funcionan como una sola entidad. Carnival Corporation cotiza en la Bolsa de Valores de Nueva York, mientras que Carnival plc cotiza en la Bolsa de Valores de Londres con una cotización de ADR en la NYSE. Carnival cotiza en los índices S&P 500 y FTSE 250.
La entidad estadounidense, Carnival Corporation tiene su sede en Miami, Florida. La entidad del Reino Unido, Carnival plc, tiene su sede en Southampton, Inglaterra.

## Historia

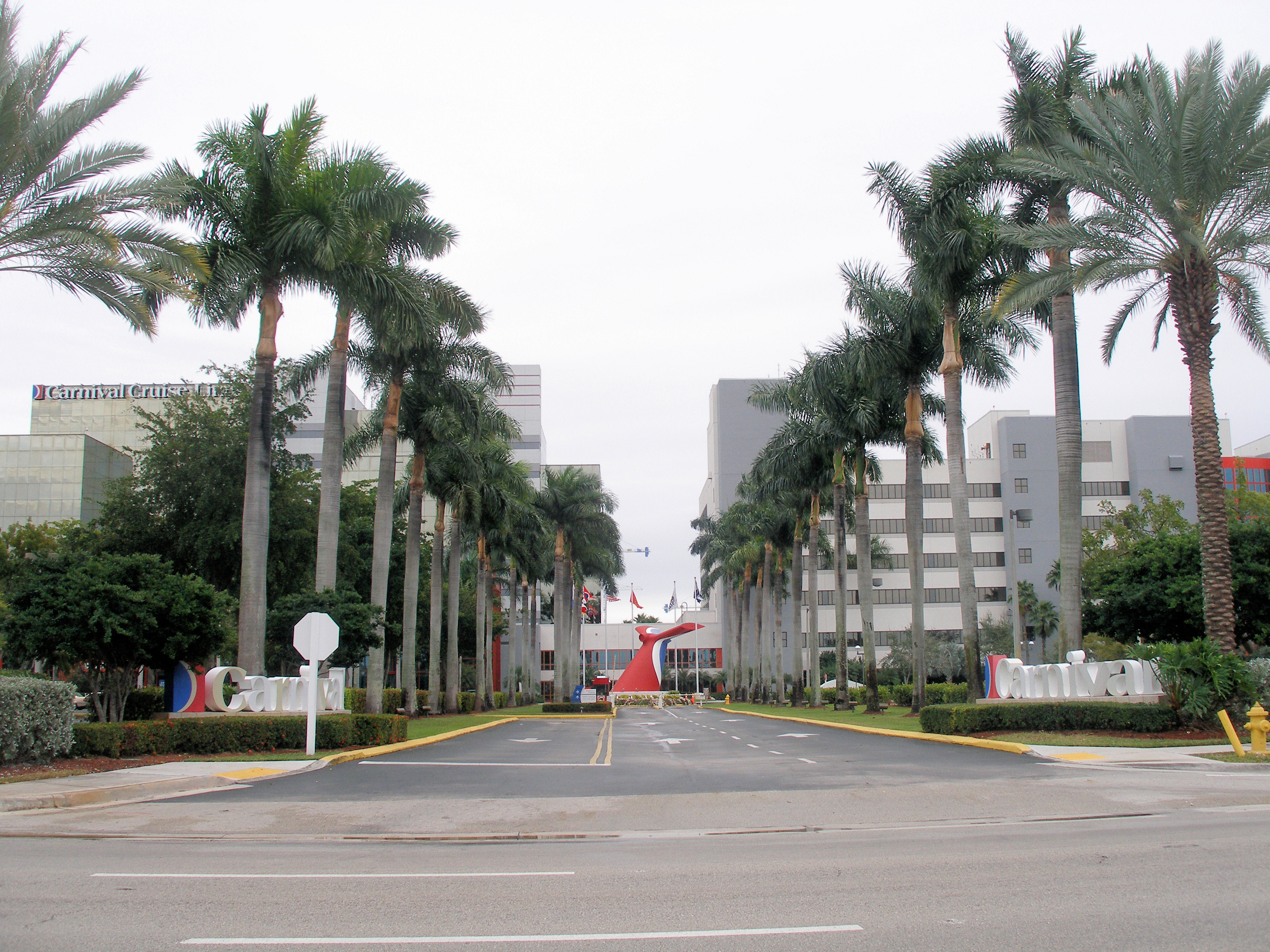
Carnival Place, antigua sede de Carnival Cruise Line en Doral, Florida, Estados Unidos (2008)

Carnival Corporation fue fundada como Carnival Cruise Line en 1972. La compañía creció de manera constante durante las décadas de 1970 y 1980, realizando una oferta pública inicial en la Bolsa de Valores de Nueva York en 1987. El capital generado se utilizó para financiar adquisiciones. Entre 1989 y 1999, la compañía adquirió Holland America Line, Windstar Cruises, Westours, Seabourn Cruise Line, Costa Cruceros y Cunard Line. El nombre Carnival Corporation fue adoptado en 1993, para distinguir a la empresa matriz de su filial de cruceros insignia.
P&O Princess Cruises plc se formó en 2000, tras la escisión de la división de cruceros del grupo P&O. Originariamente como Peninsular and Oriental Steam Navigation Company en Inglaterra en 1837, P&O operó los primeros cruceros comerciales del mundo. La reestructuración del grupo P&O en el siglo XX llevó a que sus operaciones de cruceros fueran rebautizadas como P&O Cruises y P&O Cruises Australia, y la compañía adquirió Princess Cruises en 1974. Tras la escisión en 2000, la compañía también adquirió AIDA Cruises, además de establecer las marcas A'Rosa Cruises y Ocean Village.
En 2003, Carnival Corporation adquirió P&O Princess Cruises plc. Se acordó que P&O Princess Cruises plc seguiría siendo una empresa independiente, cotizada en la Bolsa de Valores de Londres y conservando su grupo accionario y equipo de gestión británicos. La empresa pasó a llamarse Carnival plc, y las operaciones de las dos empresas se fusionaron en una sola entidad. Carnival Corporation y Carnival plc poseen conjuntamente todas las empresas operativas del grupo Carnival. Antes de la adquisición de Carnival Corporation, P&O Princess Cruises plc había acordado una fusión con Royal Caribbean Cruises Ltd.. El acuerdo se deshizo cuando Carnival Corporation inició una adquisición hostil con mejores términos para los accionistas británicos.
Carnival vendió Windstar Cruises a Ambassadors Group en febrero de 2007 y Swan Hellenic a Lord Sterling en marzo de 2007.
En octubre de 2015, se fundó CSSC Carnival Cruise Shipping, una empresa conjunta entre Carnival, China Investment Corporation y la China State Shipbuilding Corporation, cuyas operaciones se espera que comiencen en 2019.
En marzo de 2018, Carnival Corporation anunció su intención de invertir en la construcción de una nueva terminal en el puerto de Sasebo, Japón, cuya inauguración está prevista para 2020.
En junio de 2018, Carnival Corporation anunció que había adquirido la ruta White Pass y Yukon de TWC Enterprises Limited por $290 millones de USD. Las propiedades adquiridas eran operaciones portuarias, ferroviarias y minoristas en Skagway, Alaska.

### Efectos de la pandemia del COVID-19
En marzo de 2020, debido a la pandemia mundial, se cancelaron todos los itinerarios de cruceros y, finalmente, se informó de la muerte de 55 pasajeros de los barcos propiedad de Carnival Corporation & plc. Después de meses de cruceros cancelados, Carnival Corporation & plc anunció en septiembre de 2020 que tenía la intención de deshacerse de 18 barcos, un 12% de la flota mundial. En ese momento, ya se habían desguazado cinco barcos: Carnival Fantasy, Carnival Fascination, Carnival Imagination, Carnival Inspiration y Costa Victoria.
La corporación también anunció que estaba retrasando la entrega de varios barcos que ya estaban encargados. Estas medidas formaban parte del plan de reducción de costos de la compañía, importante porque "la pausa en las operaciones de recepción de pasajeros continúa teniendo un impacto negativo material en todos los aspectos del negocio de la compañía, incluida la liquidez, la posición financiera y los resultados de las operaciones". La corporación informó a la Comisión de Bolsa y Valores de Estados Unidos que la pérdida neta ajustada en el tercer trimestre fue de $1,700 millones de USD.
A partir de septiembre de 2020, la norma de prohibición de navegación de los Centros para el Control y Prevención de Enfermedades prohibió los cruceros en los Estados Unidos hasta el 31 de octubre de 2020, como mínimo. Los miembros de la Cruise Lines International Association (CLIA), incluida Carnival Corporation & plc, habían anunciado a principios de agosto que sus miembros estaban extendiendo una suspensión voluntaria hasta el 31 de octubre; que se aplicaba a los cruceros que salían de los EE. UU. o que tenían previsto hacer escala en puertos estadounidenses.
En noviembre de 2020, el CEO dijo que confiaba en que "las pruebas universales, que no existen en ninguna otra industria de escala", ayudarían a poner en marcha la industria de los cruceros.
El estado de cuentas del cuarto trimestre (que finaliza el 30 de noviembre de 2020) de la empresa, publicado el 11 de enero de 2021, indicó que se vendería un barco adicional, además de los 18 previamente planificados. Carnival Corporation se encontraba en una excelente posición de efectivo, con $9,500 mil millones de USD, pero sufrió una pérdida neta ajustada de $1,900 mil millones de USD en el trimestre.

## Operaciones
El grupo Carnival está compuesto por nueve marcas de líneas de cruceros y una marca de experiencia de cruceros que operan una flota combinada de 91 barcos.
En junio de 2023, Carnival reestructuró su paraguas corporativo y creó seis nuevas unidades separadas que tienen el control ejecutivo total de las marcas en su cartera. CSSC Carnival Cruise Shipping es una entidad separada fundada en 2015, en la que Carnival posee una participación del 40% mientras que la mayoría está controlada por accionistas chinos.

### Carnival Cruise Line
- Carnival Cruise Line - sede central en Miami, Florida, Estados Unidos.
  - White Pass & Yukon Route
- Carnival Australia - sede central en Chatswood, Nueva Gales del Sur, Australia.
- P&O Cruises Australia - sede central en Chatswood, Nueva Gales del Sur, Australia.

### Carnival UK
- P&O Cruises - sede central en Southampton, Inglaterra, Reino Unido.
- Cunard Line - sede central en Southampton, Inglaterra, Reino Unido.

### Princess Cruises
- Princess Cruises - sede central en Santa Clarita, California, Estados Unidos.
  - Princess Tours

### Holland America Group
- Holland America Line - sede central en Seattle, Washington, Estados Unidos.
- Seabourn Cruise Line - sede central en Seattle, Washington, Estados Unidos.

### Costa Cruceros
- Costa Cruceros - sede central en Génova, Liguria, Italia.

### AIDA Cruises
- AIDA Cruises - sede central en Rostock, Mecklemburgo-Pomerania Occidental, Alemania.

### Carnival China
- Adora Cruises (anteriormente CSSC Carnival Cruise Shipping) - sede central en Hong Kong

## Marcas

### AIDA Cruises
AIDA Cruises se originó a partir del conglomerado naviero estatal de Alemania del Este Deutsche Seereederei, establecido en Rostock, Alemania, en 1952. La compañía entró en el mercado de pasajeros en la década de 1960, pero después de la unificación de Alemania en 1990, la compañía fue privatizada y sus barcos de pasajeros adquiridos por Deutsche Seetouristik. En 1996, la compañía lanzó su primer crucero nuevo AIDA, pero después de no lograr ganancias, el barco fue vendido a Norwegian Cruise Line, continuando las operaciones bajo un acuerdo de fletamento.
En 1999, la naviera británica P&O adquirió Deutsche Seetouristik y adquirió el nombre AIDA de NCL. P&O formó AIDA Cruises como marca subsidiaria y ordenó dos nuevos barcos para formar una flota. AIDA pasó a llamarse AIDAcara y AIDAvita y AIDAaura se lanzaron en 2002 y 2003 respectivamente.

### Carnival Cruise Line
Carnival Cruise Line fue fundada en 1972 como una subsidiaria de American International Travel Service (AITS), por Ted Arison y Meshulam Riklis. Debido a las crecientes deudas, Riklis vendió su participación en la compañía a Arison por $1 en 1974. A través de la adquisición de barcos existentes, la compañía continuó creciendo. En 1980, Carnival ordenó su primer nuevo encargo, el Tropicale, que se completó en 1981/2. Tres barcos más fueron comisionados durante la década de 1980, el Holiday (1985), Jubilee (1986) y Celebration (1987).
En 1987, Carnival completó una oferta pública inicial del 20 por ciento de sus acciones ordinarias en la Bolsa de Valores de Nueva York, recaudando aproximadamente $400 millones en capital. El capital recaudado se utilizó para financiar adquisiciones, por lo que en 1993 el negocio se reestructuró como una compañía holding, bajo el nombre de Carnival Corporation, y Carnival Cruise Line se convirtió en su principal subsidiaria.

### Marcas anteriores
- A-Rosa Cruises - fundada por P&O Princess en 2001 y vendida tras la fusión con Carnival en 2003.
- Fathom - Fundada por Carnival Corporation en 2015 y finalizó sus operaciones de cruceros en 2017. Sus funciones se redujeron a operar como grupo turístico hasta finales de 2018.
- Fiesta Marina Cruises - Fundada por Carnival Corp en 1993, liquidada en 1994. El único barco fue vendido a Epirotiki Line.
- Ibero Cruises - Fundada por Carnival Corp en 2003, liquidada en 2014 con barcos transferidos a Costa Cruceros y Cruise & Maritime Voyages.
- Ocean Village - fundada por P&O Princess en 2003 y liquidada en 2010, y el barco fue transferido a P&O Cruises Australia.
- Swan Hellenic - filial de P&O Princess desde 1983, liquidada en 2007 y el barco transferido a Princess Cruises.
- Windstar Cruises - Filial de Carnival desde 1989, vendida a Ambassadors International en 2007.

## Violaciones de las leyes ambientales
En 2002, la Carnival Corporation se declaró culpable en el Tribunal de Distrito de los Estados Unidos en Miami de cargos criminales relacionados con la falsificación de registros de agua de sentina contaminada con petróleo que seis de sus barcos vertían al mar entre 1996 y 2001. Se le ordenó a la Carnival Corporation pagar $18 millones de USD en multas y realizar servicio comunitario, recibió cinco años de libertad condicional y debe someterse a un programa de cumplimiento ambiental mundial supervisado por el tribunal para cada uno de sus cruceros.
En 2016, la compañía Princess Cruise Lines recibió una multa de $40 millones de USD por arrojar desechos petrolíferos al mar y mentir para encubrirlo. Según las autoridades federales, se trata de la "pena penal más grande jamás impuesta" por contaminación intencional de buques. Las autoridades afirmaron que estas prácticas comenzaron en 2005 y persistieron hasta agosto de 2013, cuando un ingeniero recién contratado denunció el delito. Como parte de su acuerdo de culpabilidad, los barcos de la empresa matriz Carnival Cruise Lines fueron sometidos a un plan de cumplimiento ambiental supervisado por un tribunal durante cinco años.
Por violar las condiciones de libertad condicional de 2016, Carnival y su línea Princess recibieron la orden de pagar una multa adicional de $20 millones de USD en 2019. Las nuevas violaciones incluyeron el vertido de plástico en aguas de las Bahamas, la falsificación de registros y la interferencia con la supervisión judicial.

## Antiguos barcos notables

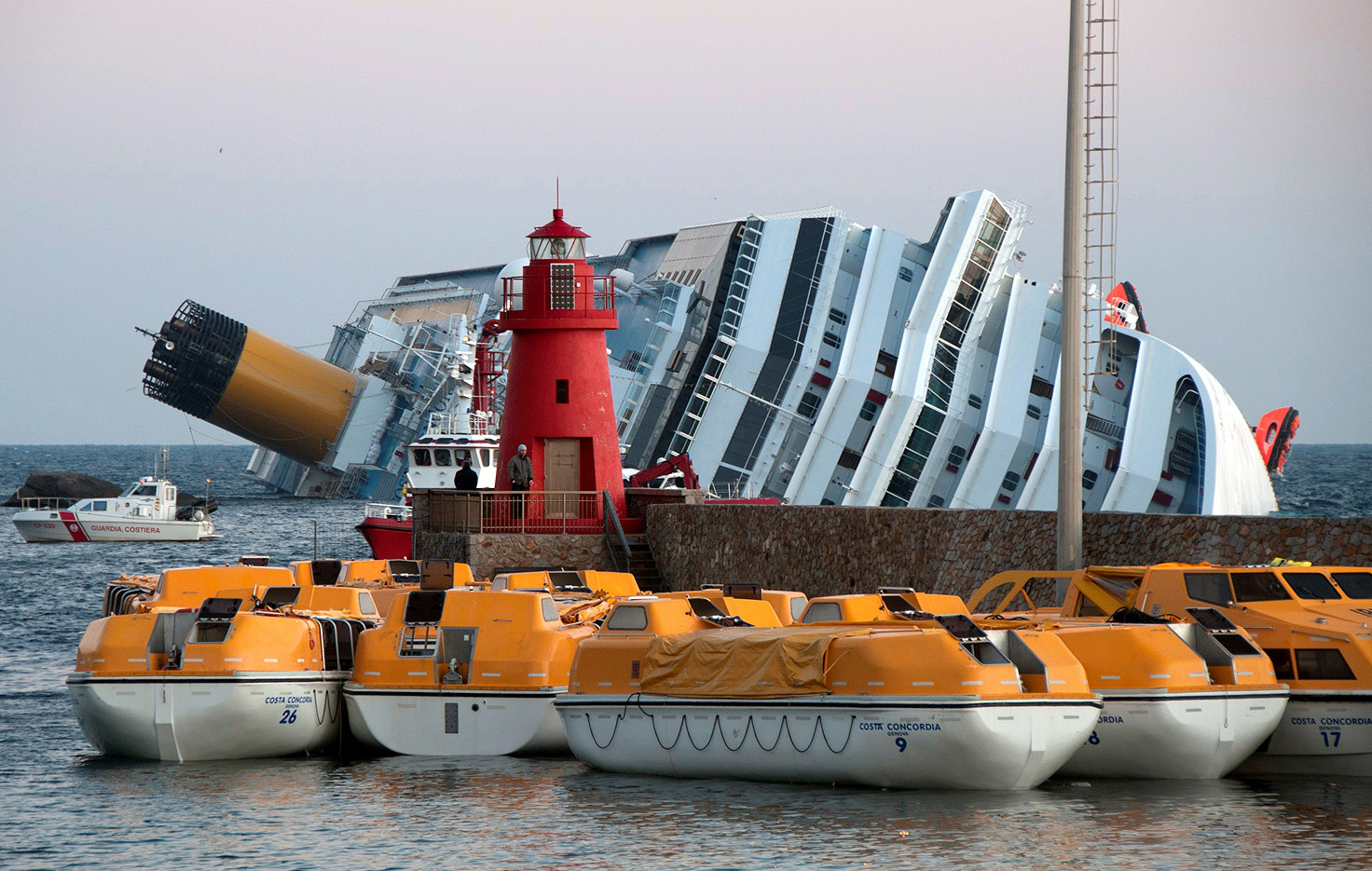
Costa Concordia después de hundirse

Carnival ha tenido varios barcos notables en el pasado, incluidos:
- Pacific Princess (Princess Cruises): se hizo famosa por aparecer en la serie de televisión de antología de comedia romántica The Love Boat y apareció en casi todos los episodios. Navegó para Princess Cruises desde 1975 hasta 2002.[35]
- Queen Elizabeth 2 (Cunard Line): el buque insignia de Cunard Line cuando fue adquirido por Carnival Corporation. Fue vendido a Istithmar World en 2008.[36]
- Rotterdam (Holland America Line): buque insignia de Holland America Line durante 40 años. Fue vendido a Premier Cruises en 1997 y rebautizado como Rembrandt. Actualmente opera con su nombre original como hotel flotante y museo en Róterdam, Países Bajos.[37]
- Costa Concordia (Costa Cruceros): Chocó contra una roca y se hundió frente a la costa de Isola del Giglio , Italia, en 2012, en el desastre del Costa Concordia.[38] Treinta y dos pasajeros y miembros de la tripulación murieron, junto con un operador de salvamento, mientras que otras 64 personas resultaron heridas.[38]
- Adonia (Fathom y P&O Cruises): Primer crucero en navegar a Cuba desde el territorio continental de los Estados Unidos (en 2019) desde el embargo de los Estados Unidos contra Cuba hace más de 40 años.[39] Fue vendida a Azamara Club Cruises en 2018 y rebautizada como Azamara Pursuit.[40]
- Oriana (P&O Cruises): el primer crucero encargado para el mercado del Reino Unido.[41] Fue vendido a Astro Ocean en 2019 y rebautizado como Piano Land.[42]